# Dorothea Fairbridge
Dorothea Ann Fairbridge (* 1862 in Kapstadt; † 1931 ebenda; nach anderen Quellen Dorothea Anne Fairbridge) war eine südafrikanische Schriftstellerin und Mitbegründerin der Guild of Loyal Women (deutsch: „Gilde der loyalen Frauen“).

## Biographie
Fairbridge war die Tochter eines angesehenen Anwalts, Gelehrten und Abgeordneten der Kapkolonie. Sie wurde in London erzogen und reiste viel.
Als britische „Siedlerin der dritten Generation“ war Fairbridge angesehen und verkehrte mit britischen Frauen aus den oberen sozialen Klassen, die vor und während des Zweiten Burenkrieges nach Südafrika gekommen waren. Sie war Gründungsmitglied der 1900 entstandenen Guild of loyal women, einer gemeinnützigen Frauenorganisation, die schon 1901 in der Vicoria League aufging. Das Ziel der Gilde war die Unterstützung des britischen Empire und dessen Soldaten – unter anderem wurden Soldatengräber markiert und aufgezeichnet.
Nach dem Burenkrieg setzte sich Fairbridge für eine Versöhnung der Briten mit den Buren und die Schaffung einer entsprechenden, von Briten dominierten Verfassung ein. Ab 1910 schrieb sie zahlreiche Bücher, darunter Romane, Reisebücher und Sachbücher über historische Themen.

## Werke (Auswahl)
- That Which Hath Been (1910)
- Piet of Italy (1913)
- The Torch Bearer (1915)
- History of South Africa (1917)
- Historic Houses of South Africa (1922)
- Lady Anne Barnard at the Cape of Good Hope: 1797–1802 (1924)
- The Uninvited (1926)
- Along Cape Roads (1928)
- The Pilgrim’s Way in South Africa (1928)
- Historic Farms of South Africa (1932)